# 印第安納鎮區 (堪薩斯州林肯縣)
印第安納鎮區（英語：Indiana Township）為美國堪薩斯州林肯縣轄下的鎮區。2010年美国人口普查中此鎮區人口有171人。

## 地理
印第安納鎮區涵蓋總面積為92.6平方（35.76平方英里），其中陸地面積為92.6平方（35.74平方英里），水域面積為0.052平方（0.02平方英里）或0.06%。海拔高度442（1,450英尺）。

## 人口統計
根據2010年美國人口普查，印第安納鎮區人口有171人，其中男性有88人，女性有83人，人口密度為每平方公里1.85人，住房計93戶。鎮區內的白人有169人，非裔美國人有0人，美洲原住民有0人，亞裔美國人有0人，太平洋島裔美國人有0人，其他種族有0人，混血種族則有2人。此外鎮區內有2人為西班牙裔或拉丁裔美國人。此鎮區之年齡中位數為39.8歲，而男性年齡中位數為37歲，女性年齡中位數為45.5歲。

## 交通

### 主要公路
- 14號堪薩斯州州道
- 18號堪薩斯州州道